# 미유키촌 (이시카와현)
미유키촌(御幸村)은 이시카와현 노미군에 존재했던 촌이다. 미유키촌은 하나야마 법황에서 유래되었다.

## 지리
- 현재의 고마쓰시 서부에 해당한다.
- 하마사미의 각 지역은 동해에 접해 있었다. 그래서 당시에는 어업도 발달했다
- 당시 농업의 주요 생산품은 쌀, 보리, 채소, 과일, 기타 산업은 양잠업, 방직업, 도자기 제조 등이다.
- 마에강, 구사강

## 역사
- 1889년 4월 1일 - 정촌제 시행에 의해 노미군 12촌의 구역을 가지고 노미군 미유키촌이 성립하였다.
- 1940년 12월 1일 - 고마쓰정, 아타카정, 마키촌, 이타즈촌, 시로에촌, 노시로촌, 미유키촌, 아와즈촌이 합병해 고마쓰시가 성립하였다.